# Dexter Wansel
Dexter Gilman Wansel (ur. 22 sierpnia 1950 w Filadelfii) – amerykański klawiszowiec. Był liderem grupy muzycznej Yellow Sunshine. Na swoim koncie ma współpracę m.in. z: Phyllis Hyman, the Jacksons, MFSB czy Lou Rawls. 

## Dyskografia
Albumy:
- Life on Mars - 1976
- What The World Is Coming To -1977
- Voyager - 1978
- Time is Slipping Away - 1979
- Digital Groove World - 2004

Single:
- "All Night Long/Disco Lights" (12") - 1978
- "It's Been Cool/I'll Never Forget (My Favorite Disco)" (12") - 1979
- "Life On Mars" (12") – 1979
- "Life On Mars/Always There" (12") -1985
- "Captured" (12") - 1986